# Svalové vřeténko

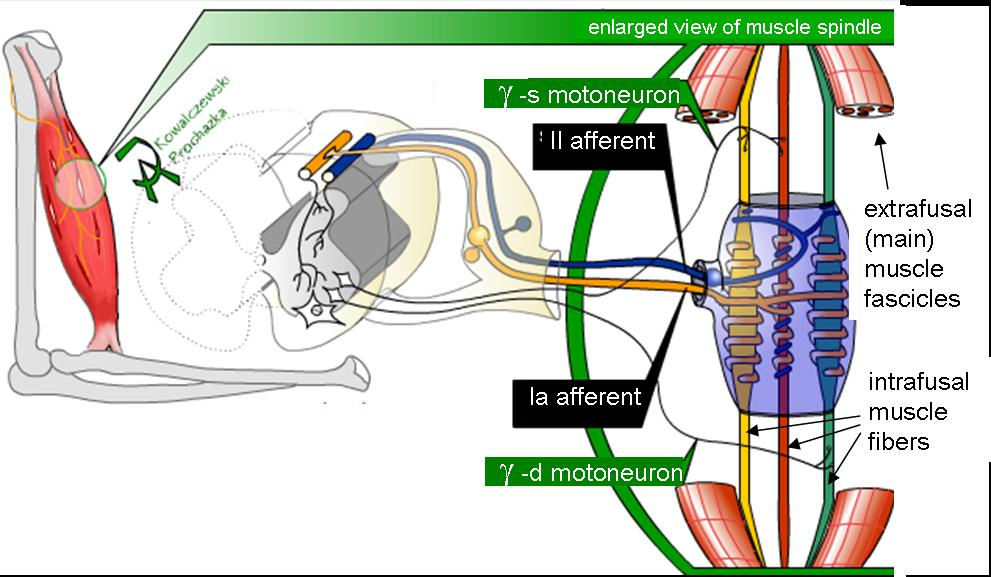
Svalové vřeténko, nákres. Animovaná verze: [http://www.ualberta.ca/~aprochaz/research_interactive_receptor_model.html

Svalové vřeténko či také nervosvalové vřeténko (lat. fusus neuromuscularis) je propriocepční smyslový receptor přítomný ve svalech, které zjišťuje napětí svalu. Skládá se až z několika desítek speciálních svalových vláken a nervových zakončení, celý receptor je navíc obalen vazivem a jako celek dosahuje velikosti necelé 2 mm.

## Typy

### Vakovitá svalová vřeténka
Nervová zakončení ovíjejí jejich centrální část, vytváří tak anulospirální zakončení. Neurity jdou do šedé hmoty, signál je převáděn na alfa motoneurony. Dávají dynamickou odpověď v průběhu natahování.

### Řetězová svalová vřeténka
Nervová zakončení jsou mezi centrální a periferní částí – mají tvar keříku s terminálními rozšířeními, tedy tzv. keříčková zakončení. Vysílají impulzy téměř neustále, dávají statickou odpověď – reagují na trvalé natažení (tonická odpověď). V míše se napojují na γ-motoneurony.